# Домхардт, Иоганн Фридрих фон
Йохан Фридрих фон Домхардт (нем. Johann Friedrich von Domhardt; 18 сентября 1712 — 20 ноября 1781) — обер-президент Восточной Пруссии, по инициативе которого был сооружён Мазурский канал.

## Домхардт и коннозаводство
Осознавая важность коннозаводства для страны, прусский король Фридрих Вильгельм I в 1727 году принял решение собрать воедино все конское поголовье, с целью создания большого конного завода. Для этого были выбраны бывшие охотничьи угодья литовских князей между Гумбиненом и Сталупенями. Присланные из Мемеля солдаты в течение года рыли канаву длиной в 1 немецкую милю, благодаря чему долина быстро высохла. Позже к этой земле было присоединено имение-фольварк Тракенен (от латыш. trakis «лес у болота»), а также, на средства короля, были куплены поместья Викинлаукен и Иодслаукен. Таким образом, в 1732 году конское поголовье королевских конных заводов было собрано в одном месте. Король заселил пустующие земли колонистами из других стран, среди которых было более 20 тысяч зальцбургцев. Эти люди потеряли все своё состояние, и жители Восточной Пруссии помогали им, чем могли; многие коневоды-зальцбургцы оставались здесь до последних дней её существования.
Король довольно часто посещал Тракенен. Первый состав конезавода насчитывал 1101 голову, в числе которых было 513 маток, в основном датской и восточной пород. Обладая качеством находить нужных для дела людей, Фридрих Вильгельм I в 1739 году принимает на государственную службу обер-шталмейстером (управляющим конной частью) Йохана Фридриха фон Домхардта. Который имел все те достоинства, которые так ценились в прусском чиновнике того времени. Быстрое понимание сути проблемы, скорое распознавание и квалифицированное использование данных обстоятельств, добросовестность, жажда деятельности и усердие, большая скромность и человечность. До момента правления Домхардта в Тракенене было два управляющих: один занимался коннозаводством, другой — хозяйственной деятельностью; каждый из них непосредственно отчитывался перед королём. В 1739 году во время путешествия по Пруссии, король подарил конный завод Тракенен своему сыну Фридриху. Кронпринц был потрясён переменами, произошедшими на некогда опустошенной чумой земле. Восточная Пруссия стала самой плодородной провинцией Германии, города и деревни которой были отстроены заново и заселены, поля обработаны, торговля процветала, всюду царило изобилие и счастье.
Йохан Фридрих фон Домхардт был сыном обыкновенного фермера, иммигрировавшего в 1724 году в Восточную Пруссию из Анхалтишена (район в Германии). Закончив городскую школу, и, получив образование в тилзитской гимназии, молодой человек был вынужден в 19 лет самостоятельно вставать на ноги после смерти отца. Он забрал арендованные отцом у государства сельскохозяйственные земли и начал, со свойственным молодости усердием, их обработку и облагораживание, применяя новейшие технологии того времени. В 1746 году, вскоре после вступления на престол, Фридрих II (в будущем прозванный «Великим») принял решение назначить Домхардта военным советником и советником по надзору за государственными землями Гумбинена, пригласив его в государственную палату. После назначения Домхардта на государственную службу, он стал единственным управляющим Тракенена и сохранил свой пост даже после 1771 года, когда был назначен обер-президентом Государственной военной земельной палаты Пруссии в Кёнигсберге. По состоянию на конец 1746 года в Тракенене имелось 1196 голов (в том числе: 865 лошадей своего завода, 228 неаполитанских из Богемии, 103 головы лошадей и ослов для мулопроизводства, для чего было выделено 55 кобыл, и 512 кобыл для коннозаводства. Из этого можно сделать вывод, что воспроизводство лошадей в то время было на уровне 35 — 40 %. К февралю 1747 года поголовье увеличилось до 1256 голов, и трудности с кормами и размещением ещё больше возросли. Сено было среднего качества, фуража и соломы не хватало, а лошади стояли очень тесно. Полагаясь на постулат, что сила не только в количестве, но и в качестве, Домхардт ходатайствовал перед королём о сокращении завода и, получив разрешение, оставил из 482 кобыл 300 и только 150 голов молодняка. При этом выбыли все лошади неаполитанского происхождения: эти крупные, горбоносые и не очень сильные лошади не соответствовали заводским целям.
Поскольку, на протяжении нескольких лет существования Королевского конного завода, всех лучших лошадей Фридрих II забирал и раздаривал придворным, оставляя в заводе только самых негодных, Домхардт добился возвращения из Берлина 32 тракененских жеребцов. Посторонних жеребцов в эти годы не поступало, так как король не хотел давать денег на покупку производителей, и все прошения Домхардта оставались без ответа, а завод влачил жалкое существование.
В 1756 году, незадолго до начала Семилетней войны, Йохан Фридрих был назначен вторым директором Палаты, что, естественно, вызвало недовольство в правительстве, так как до того момента столь высокие места в правительстве могли занимать лишь дворяне. Король обязал Домхардта обеспечивать продовольствием армию и «земельную милицию», а также Королевский конный завод Тракенен всем необходимым. И Домхардт в очередной раз доказал свои прекрасные качества руководителя. В годы Семилетней войны, по указанию русской оккупационной администрации, были куплены 4 жеребца «русских пород», но вскоре они были выбракованы. В 1757 году немецкая армия потерпела поражение в Восточной Пруссии, сдавшись многократно превосходящей по силам русской армии. Многие руководители Восточной Пруссии, сдав свои полномочия, покинули оккупированную территорию. Но только не Домхардт! Он оставался на своем посту до последнего! 24 января 1758 года, в день рождения короля, жители Кенигсберга присягнули на верность русской царице Елизавете, сохранив за собой все права и свободы. Предусмотрительность Домхардта дала ему возможность спасти провинции Восточной Пруссии от чрезмерных налогов и, уже после заключения окончательного мира с Россией в 1762 году, преподнести в «подарок» королю прекрасно сохранившиеся земли, пережившие невзгоды оккупации русского правительства. Однако, несмотря на это, король так и не простил своих поданных, присягавших русской царице; он никогда больше не приезжал в Восточную Пруссию.

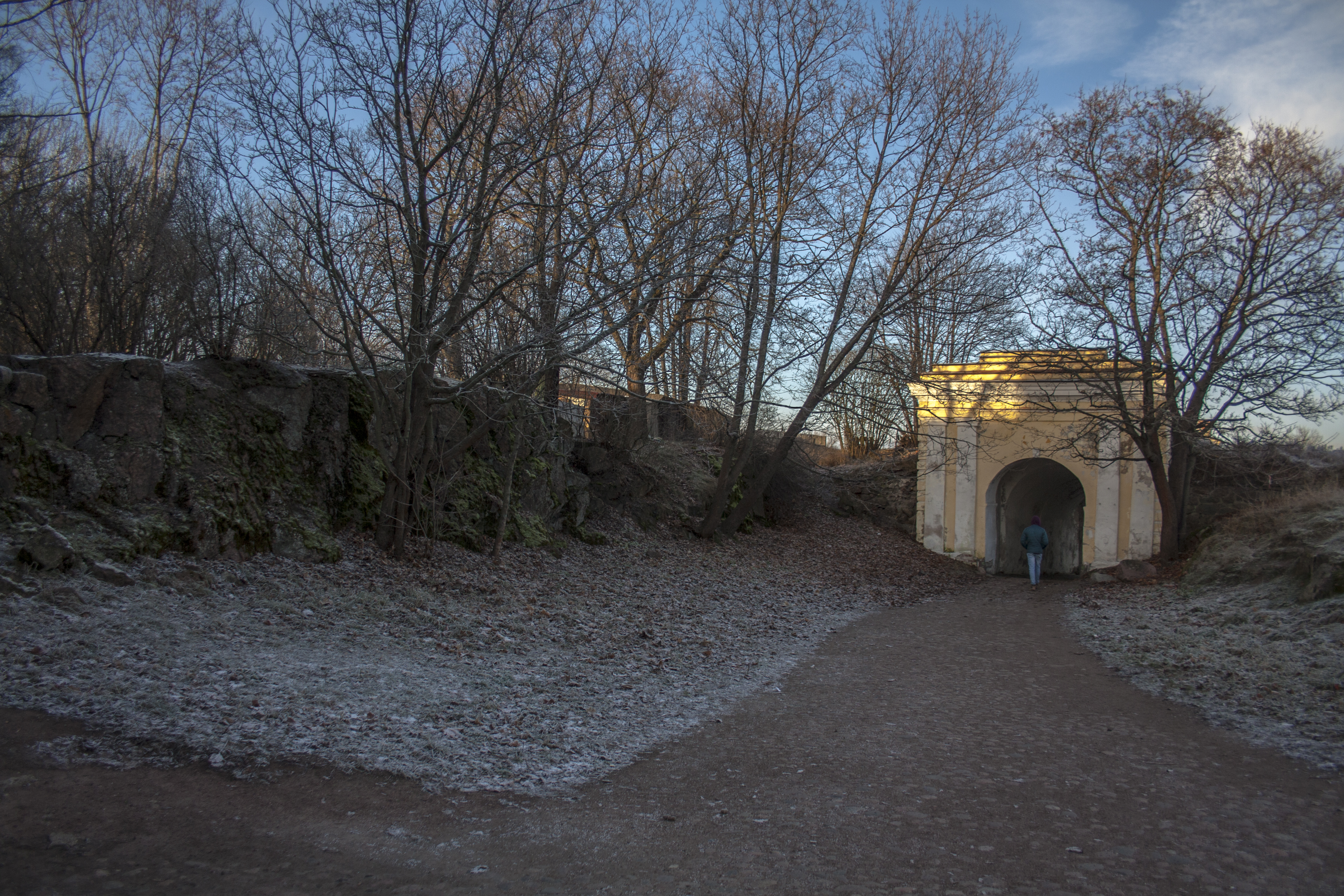

По окончании войны у короля появилось достаточно времени, чтобы заняться коннозаводством. Фридрих Великий назначил Домхардта президентом Королевской палаты в Кенигсберге и, наконец, выделил деньги на покупку жеребцов. Производящий состав завода пополнился четырьмя тракененскими, одним георгенбургским, тремя английскими и тремя датскими жеребцами. Лучшим среди английских считался темно-гнедой Питт — «небольшого роста, превосходных статей», оставивший в заводе отличное потомство. Имея отметку «победитель в бегах», Питт в чистокровный студбук внесен не был. От Питта и неизвестной чистокровной английской кобылы был получен жеребец, также Питт, который стал родоначальником одной из первых трёх линий в Тракенене через трех сыновей и шестерых внуков. Внук Питта темно-бурый Адлер признавался «единственной прекрасной лошадью» и был достаточно влиятельным жеребцом того периода. Его характерная масть с черными пятнами доказывала принадлежность к линии Дарлея — Эклипса. Все эти жеребцы были выведены из производящего состава в 1787 году. От другого английского жеребца Мальборо, оказавшегося очень неудачным для завода, а также от одного из датских жеребцов — Ахиллеса I, было оставлено по одному сыну, которые также выбыли после нескольких лет использования. Из Георгенбурга был куплен жеребец Спинола — сын серого Персианера ох, который был подарен Фридриху Великому герцогом Курляндским в возрасте 20 лет. Гнедо-пегий Спинола родился в 1759 году в Тракенене и отъемышем был продан в конный завод Георгенбург. С возрастом он стал серебристо-серым, но часто давал пегих жеребят. Его дети пользовались повышенным спросом: серо-пегих сыновей Спинолы приобретали русский князь Потёмкин и польский князь Радзивилл. В 1765 году были приведены турецкие жеребцы Барбе и Мустафа, а в 1776 году — английские Вильямс, Гранби и два испанских, из которых только от Вильямса осталось два сына, стоявших в заводе до 1780 года. В крупную сумму обошелся заводу английский жеребец Милорд, купленный в 1769 году. Его сын Милорд II впоследствии заменил в Тракенене отца.
В 1770 году Домхардту впервые пришла в голову идея улучшения общественного коннозаводства Восточной Пруссии. Он предложил королю создать сельские конные заводы (заводские депо) жеребцов для покрытия крестьянских кобыл. Но Фридрих Великий неизменно отвечал: «Я уже стар, чтобы приступить к сему учреждению и потому представляю это моим наследникам». Однако Домхардт, несмотря на отсутствие поддержки со стороны короля, в 1779 году все-таки учредил случную конюшню и выделил из Тракенена 10 жеребцов, частично молодых, частично выранжированных из производящего состава. Сначала желающих было немного, но когда в 1783 году один крестьянин продал трёхлетнего жеребчика за цену в 8 раз превышающую стоимость простой крестьянской лошади, спрос на тракененских жеребцов стал быстро расти. Домхардт поспешил сообщить королю о популярности и выгоде случки крестьянских кобыл с тракененскими жеребцами, но должного одобрения не получил. С 1780 по 1787 года случка жеребцов с частными кобылами была бесплатной, а содержали их за счет казны. В этот период использовалось 20 производителей, дающих хороший приплод.
Узнав про все старания, Фридрих II в 1771 году наградил Домхардта и его потомков дворянским титулом и прислал в Тракенен в качестве «своей наивысшей благосклонности» английских жеребцов Гарисона и Адмирала, турецких жеребцов Басса, Ганнибала, Принца и Эфенди. Самым ценными оказались очень красивый вороной Ганнибал, использовавшийся в заводе в течение 14 лет, и тёмно-гнедой Адмирал, чьи сыновья использовались до 1787 года, а внук — Брутус II за 11 лет использования оставил 123 головы потомства.
С 1773 по 1776 года Королевский конный завод комплектовался исключительно жеребцами собственного производства, среди которых значились семь сыновей Питта и сын Персианера ох — серый Аполло. Таким образом, Домхардт первый перешёл от бессистемного скрещивания лошадей различных пород к разведению по линиям и созданию первых из них. До конца своей жизни Домхардт пытался доказать королю, насколько необходим был импорт жеребцов для производящего состава Тракенена, какую важную роль играло коневодство для сельского хозяйства, но король оставался равнодушен. Вскоре завод и вовсе перестал интересовать его, хотя лошади из Тракенена не знали себе равных: из Потсдама в Берлин по песчаной дороге они приходили всего за два часа. Король никак не хотел с этим мириться и постоянно устраивал состязания с английскими, русскими и мекленбургскими лошадьми. Но все было бесполезно — лошади из Тракенена опережали всех остальных на полчаса. При жизни Фридрих II никак не распорядился в отношении Тракенена и после его смерти в 1786 году завод перешел в собственность государства.
Йохан Фридрих Домхардт скончался в 1781 году после продолжительной болезни в возрасте 69 лет. Его прах покоится в деревеньке Бестен в Прусской Голландии — территория современной Польши. Этот преданный своему делу человек и предположить не мог, что его вклад в развитие сельского хозяйства Восточной Пруссии оценивается немецкими историками, как «огромный, не имеющий аналогов», что ещё на протяжении шести лет завод «будет болтать» от чиновника к чиновнику, что заводские депо жеребцов, наконец-то, наберут обороты, став отличным подспорьем для конного завода, армии и сельского хозяйства и что лошади, рождённые в Тракенене, станут лучшими из лучших всего через каких-то 50 лет…